# Leopold Fuckel
Gottlieb Wilhelm Karl Leopold Fuckel (n. 3 februarie 1821,  Reichelsheim – d. 8 mai 1876, Viena) a fost un farmacist, botanist, briolog, desenator, dar în primul rând un renumit micolog german. Abrevierea numelui său în cărți științifice este Fuckel.

## Familie
Gottlieb Wilhelm Karl Leopold Fuckel a fost al cincilea din 10 copii ai pastorului protestant Christian Friedrich Ludwig Fuckel (n. 11 martie 1786 – d.  5 aprilie 1864) și a soției sale Amalie Juliane Jeanette Wagner (n. 25 septembrie 1788 – d. 6 noiembrie 1859) Frații și surorile lui au fost Johann Christian Julius Reinhold (1814-1852), Christian Andreas Ernst Ludwig Herrmann (1816-1816), Hermine Christiane (1817-1891), Karl Wilhelm Anton Edmund (1819-1840), Lina Antonia (1823-1824) Otto (1826-1826), Karl Anton (1827-1828), Luise Friederike Antonie (1829-1887) și Karl Friedrich Ludwig Christian (1831-1836).
La 19 octombrie 1852, Leopold Fuckel sa căsătorit la Oestrich cu Maria Josepha (n. 19 iulie 1825, Mittelheim – d. 9 ianuarie 1854, Oestrich), fiica moștenitoare a  proprietarului de podgorii Johann Joseph Heimes (1790-1852), căsătorit cu Franziska Henriette Molthan (1799-1873), pe care a moștenit-o după moartea ei. Soții au avut un fiu, pe Johann Heinrich Friedrich (1853-1931).

## Biografie

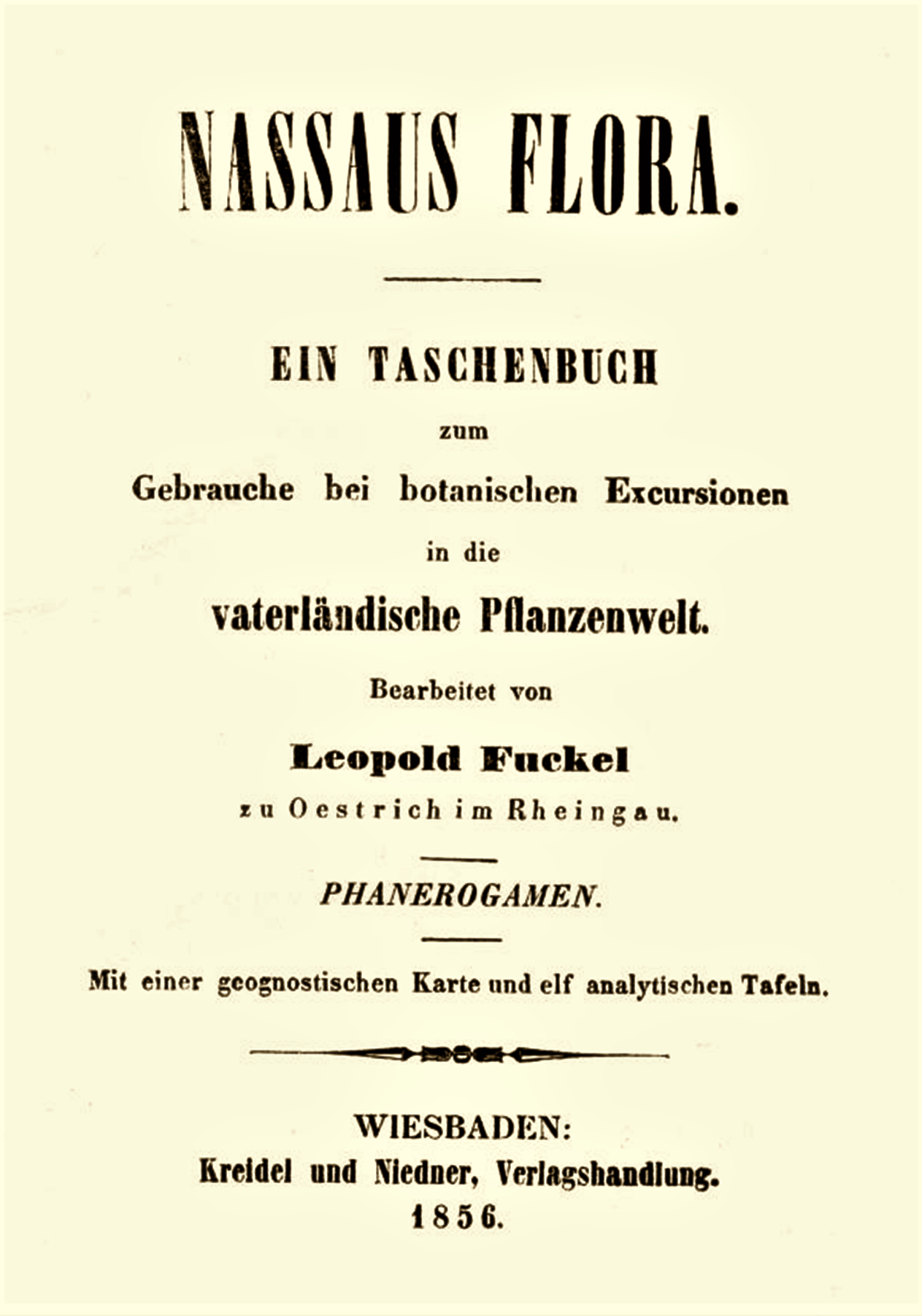
Fuckel: Nassaus Flora, 1856

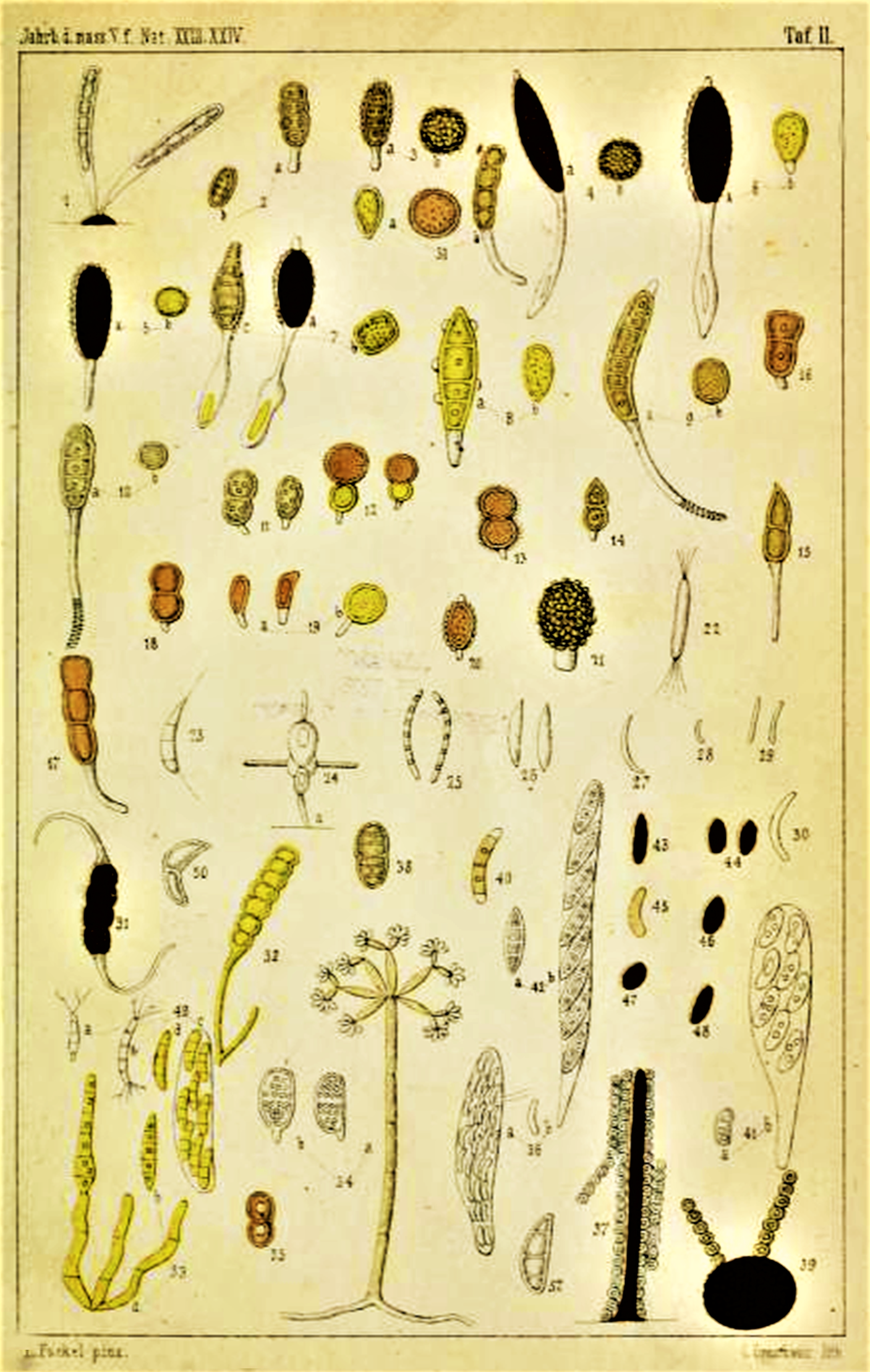
Fuckel: Symbole mycologicae, t. II, 1869

Deja de la o varstä fragedä, Leopold a fost interesat cu zel de botanică, nearătând nici un interes pentru teologie și profesiunea tatălui. Astfel s-a decis în familie să devină farmacist. Pentru a se dedica farmacologiei, a început  în 1836 o ucenicie pentru 3 ani la farmacistul Hämmerlein în orașul natal. După acea a fost angajat drept asistent la farmacia din Langenselbold, apoi în Büdingen, la Erlangen în cea a renumitului profesor și farmacist Ernst Wilhelm Martius (1756-1849) și în sfârșit timp de mai mulți ani la farmacistul Schulde în Winterthur, Elveția. Acolo a început cu colectarea de mușchi, enumerate în directorul botanistului Robert Keller (1854-1939) în 1886 și a scris prima publicație botanică în jurnalul științific Flora (1844), anume Angebot getrockneter Pflanzen aus der Schweiz („Oferta de plante uscate din Elveția”). 
Apoi, din 1845, a început cu studiile universitare la Universitatea din Heidelberg, pe care le-a absolvit summa cum laude la Facultatea din Wiesbaden, practicând în acest timp la Frankfurt pe Main în Hirschapotheke, Usingen și Eltville. În 1848 a devenit șeful farmaciei de sucursală din Oestrich. Acolo a făcut cunoștință cu viitoarea sa soție (vezi sus).
Pe tot timpul studiilor s-a ocupat în plus cu științele naturale, încurajat și promovat de renumitul profesor universitar de botanică Gottlieb Wilhelm Bischoff (1797–1854) din Heidelberg, sub tutela căruia a învățat între altele sistematica plantelor și ciupercilor, influențându-l îndeosebi. Dar de abia după moartea neașteptată a soției sale (complicații grave după nașterea fiului) în 1853, Leopold Fuckel a devenit, datorită vinăriei moștenite, un om suficient de bogat. Prin urmare, a terminat meseria ca farmacist și s-a dedicat plin botanicii, preponderent micologiei. În același an a fost ales de către Nassauischen Vereins für Naturkunde (Asociația pentru științe naturale din [Ducatul] Nassau”) șef al secției pentru botanică, funcție pe care a deținut o până la moartea sa.
Ca și multi alți micologi, Fuckel s-a preocupat de asemenea cu biologia plantelor. Astfel a publicat în 1856 o carte, devenită foarte populară și peste hotarele Ducatului Nassau, anume Nassaus Flora - ein Taschenbuch zum Gebrauche bei botanischen Excursionen in der vaterländische Pflanzenwelt,Phaenogamen („Flora din Nassau - carte de buzunar pentru utilizarea la excursii botanice în lumea plantelor din patrie, fenogame”), cuprinzând 384 pagini, 11 litografii și o placă colorată.
Din 1860, Fuckel a început să creeze o colecție semnificativă de ciuperci uscate din zona Rinului (2 100), publicată în "Fungi rhenani exsiccati" între 1862 și 1875, descrise de el și ulterior predate „Asociației Nassau de Istorie Naturală”. Această colecție se află astăzi preponderent în mâinile muzeului de istorie naturală al landului din Wiesbaden precum ale orașului Wies în Stiria, dar se găsesc părți ale colecției între altele și la Berlin, Berna, Bregenz, Freiburg, Gießen, Halle, Köln, Leipzig, Landau , München, New York, Stuttgart, Straubing și Viena. Prin descoperirea numeroaselor specii noi de ciuperci și publicarea lor în sus numita publicație "Fungi rhenani exsiccati" (Editura I, Fascic I-XXVII, 1863-75, Editura II, Fascic I-XXI, 1871-75),  a contribuit semnificativ în promovarea acestei ramuri a botanicii. 
Din 1869 a urmat Symbolae mycologicae - Beiträge zur Kenntniss der rheinischen Pilze care dă mărturie de rezultatele cercetărilor sale publicate în jurnalul Jahrbücher des Nassauischen Vereins für Naturkunde, dar de asemenea în formatul de carte în 3 volume cu 1071 specii. Acestea sunt de numit printre cele mai remarcabile lucrări micologice publicate și s-au bucurat de cea mai mare recunoaștere a micologilor și de peste hotare. Probabil nu mai există o altă lucrare atât de bogată despre întreaga floră a unei singure țări. În volumul 1 a dezvoltat clasificarea în Fungi perfecti și Fungi imperfecti în funcție de faptul dacă ciupercile prezintă o morfologie sexuată sau asexuată. În plus a creat terminologia Conidium (conidie), un anumit fel de spori la diverse ciuperci, astfel în mucegaiurile de brânză (de exemplu Penicillium candidum sin. Penicillium camambertii), dar de asemenea la procariote de genul Streptomyces. Acest termen comun de lungă durată pentru sporii de ciuperci asexuate este între timp înlocuit în general prin termenul mitospori.
Mai departe a examinat și catalogat ciupercile adunate în decursul celei de a 2-a expediție germane la Polul Nord între 1869 și 1870 sub comanda renumitului explorator al zonelor polare. Carl Koldewey (1837-1908) precum a celei întreprinse de exploratorul și ornitologul Theodor von Heuglin (1824-1876) spre Oceanul Arctic din 1870-1871.
Publicațiile sale micologice în care a descris pentru prima dată sau a redenumit peste 3 000 de genuri și specii de bureți, multe valabile până în prezent și cu toate acceptate sinonim, deși nu mereu libere de inexactități, au fost multilateral stimulante. Deși a făcut și câteva expediții în străinătate, de exemplu în Engadina de Sus (1874) sau ultima în Italia (1876), explorările sale au avut loc aproape numai pe teritoriul Ducatului Nassau.
A murit la Viena, pe drumul de întoarcere din Italia, unde petrecuse iarna, in urma unui accident vascular cerebral la vârsta de doar 55 de ani. Este înmormântat în cimitirul evanghelic din Matzleinsdorf (Matzleinsdorfer evangelischer Friedhof), azi parte a cartierului nr. V (Margareten) din Viena. Din păcate, întreaga moștenire păstrată în Oestrich a fost arsă de fiul său în 1908, după vânzarea proprietății.
Referințele pentru biografie:

## Genuri și specii de bureți descrise de Fuckel (selecție)
Toate următoarele descrieri le de genuri și specii de ciuperci ale lui Fuckel au fost publicate în Jahrbücher des Nassauischen Vereins für Naturkunde (Analele Asociației pentru Științele Naturii Nassau”), vol. 15 din 1860 respectiv vol. 24 din 1870: În total au fost 1071, cum arată Mycobank numai la Symbole mycologice. În următor o mică selecție.

### Genuri
| - Acrotheca (1860) - Aleuria Fuckel (1870) - Ciboria Fuckel (1870) - Exoascus Fuckel 1870 - Otidea Fuckel 1870 - Phyllachora (Nitschke) Fuckel (1870) | - Plectania (Sowewrby) Fuckel (1870) - Plicaria Fuckel (1870) - Puccinella Fuckel (1860) - Sclerotinia Fuckel (1870) - Sphaerolina Fuckel (1860) |

### Specii (mică selecție)
| - Acrotheca gei Fuckel (1860 - Aleuria aurantia (Pers.) Fuckel (1870) - Aleuria rhenana Fuckel (1870) - Ascochyta crataegi (1860) - Chaetomium fimeti Fuckel (1860) - Ciboria amentacea (Balb.) Fuckel (1870) - Ciboria caucus (Rebent.) Fuckel (1870) - Claviceps euphorbiae Fuckel (1860) - Cytospora laurocerasi Fuckel (1860) - Cytospora nivea Fuckel (1860) - Cytospora ocellata Fuckel (1860) - Cytospora platani Fuckel (1860) - Cytospora pyri Fuckel (1860) - Cytospora pyri Fuckel 1860) - Depazea areolata Fuckel (1860) - Depazea ligustrina Fuckel (1860) - Depazea populina Fuckel (1860) | - Depazea senecionis Fuckel (1860) - Diatrype velutina (Westend. & Wallays) Fuckel (1860) - Epicoccum platani Fuckel (1860) - Excipula betulae Fuckel (1860) - Exoascus cerasi Fuckel 1870 - Exoascus pruni Fuckel (1860) - Fusidium veronicae Fuckel (1860) - Geastrum granulosum Fuckel (1860) - Helotium amenti (Batsch) Fuckel (1860) - Hendersonia corni Fuckel (1860) - Hendersonia pyri Fuckel (1860) - Hypoxylon coccineum var. laevis Fuckel (1860) - Myriocephalum densum Fuckel (1860) - Myriocephalum laxum Fuckel (1860) - Nectria granatum (Wallr.) Fuckel (1860) - Otidea onotica (Pers.) Fuckel (1870) - Otidea leporina (Batsch) Fuckel (1870) | - Peziza macrospora (Wallr.) Fuckel (1870) - Pistillaria syringae Fuckel (1860) - Plectania coccinea (Scop.) Fuckel 1870 - Plectania melastoma (Sowerby) Fuckel 1870 - Protomyces stellariae Fuckel (1860) - Protomyces stellariae f. arenariae Fuckel (1860) - Protomyces stellariae f. cerastiorum Fuckel (1860) - Puccinella truncata Fuckel (1860) - Puccinia lampsanae Fuckel (1860) - Puccinia lapsanae (Schultz) Fuckel (1860) - Puccinia straminis Fuckel - Puccinia tanaceti Fuckel (1860) - Sclerotium echinatum Fuckel (1860) - Septoria dictamni Fuckel (1860) - Sphaeria corni Fuckel (1860) - Sphaeria euphorbiae Fuckel (1860) - Sphaeria petioli Fuckel (1860) | - Sphaerolina georginae Fuckel (1860) - Sphaerolina pellita (Fr.) Fuckel (1860) - Sphaerolina tanaceti Fuckel (1860) - Sphaerolina xantholeuca Fuckel (1860) - Stereum amorphum (Pers.) Fuckel (1860) - Taphrina cerasi Fuckel (1870) - Uredo stellariae Fuckel (1860) - Uredo tuberculata Fuckel (1860) - Uromyces prunorum Fuckel (1860) - Uromyces solidaginis Fuckel (1860) - Ustilago caricis (Pers.) Fuckel (1860) - Ustilago ischaemi Fuckel (1860) - Valsa aurea Fuckel (1860) - Valsa corniculata (Ehrhart) Fuckel (1860) - Valsa deplanata (Nees) Fuckel (1860) - Valsa radula (Pers.) Fuckel (1860) - Valsa tortuosa (Fr.) Fuckel (1860) |

## Plante
Savantul a descris și multe plante, unele din ele pentru prima dată, de exemplu:
| - Alyssum montanum var. angustifolium Fuckel (1856) - Apera spica-venti var. verticillata Fuckel 1856 - Cydonia vulgaris var. maliformis Fuckel (1856) - Cydonia vulgaris var. pyriformis Fuckel (1856) - Euphrasia officinalis f. grandiflora Fuckel (1856) - Euphrasia officinalis f. parviflora Fuckel (1856) - Poa fertilis var. gigantea Fuckel (1856) - Poa pratensis f. brevifolia Fuckel (1856) - Poa pratensis f. longifolia Fuckel (1856) | - Poa pratensis f. longifolia Fuckel (1856) - Rosa tomentosa var. glabriuscula Fuckel (1856) - Setaria viridis var. purpurea Fuckel (1856) - Symphytum officinale var. valbiflorum Fuckel (1856) - Symphytum officinale var. rubriflorum Fuckel (1856) - Thymus vulgaris var. angustifolius Fuckel (1856) - Thymus vulgaris var. chamaedrys Fuckel (1856) - Thymus vulgaris var. vulgaris Fuckel (1856) |

## Eponime
În onoarea marelui micolog au fost denumite 3 genuri62 specii de bureți și o specie de plante:

### Genuri
- Fuckelia Bonord., 1864 (Helotiaceae)
- Fuckelina Sacc., 1875 (Dematiaceae)
- Fuckelina O.Kuntze, 1891 (Helvellaceae)

### Specii
| - Arthrinium fuckelii Gjaerum, 1967 ( o anamorfă de Apiospora) - Ascobolus fuckelii J.Kunze, 1879 (Ascobolaceae) - Asteroma fuckelii Sacc., 1884 (o anamorfă de Gnomoniella, Sordariomycetidae) - Botryotinia fuckeliana (de Bary, Whetzel, 1945 (Pezizaceae) - Botrytis fuckeliana N.F.Buchw., 1949 (Sclerotiniaceae) - Cenangium fuckelii Sacc., 1884 (Helotiaceae) - Coniosporium fuckelii, Sacc., 1886 (o anamorfă de Chaetothyriales, Chaetothyriomycetidae) - Coniothyrium fuckelii Sacc., 1878 (Pleosporomycetidae) - Corinectria fuckeliana (C.Booth) C. González & P. Chaverri, 2017 (Nectriaceae) - Corticifraga fuckelii (Rehm), D. Hawksw. & R. Sant., 1990 (Leotiomycetidae ) - Craterium fuckelii Massee, 1892 (Physaraceae) - Cytospora fuckelii Sacc., 1876, (Valsaceae) - Diaporthe fuckelii J.Kunze, 1877 (Diaporthaceae) - Didymium fuckelianum Rostaf., 1874 (Didymiaceae) - Didymosphaeria fuckeliana Pass. ex Sacc., 1878 (Pleosporomycetidae) - Drepanopeziza fuckelii Nannf., 1932 (Dermateaceae) - Encoelia fuckelii Dennis, 1971 (Sclerotiniaceae) - Fuckelia plowrightii Niessl, 1875 (Xylariaceae) - Fusarium fuckelii Sacc., 1886 (Nectriaceae) - Gloeosporium fuckelii Sacc.1878 (o anamorfă de Dermateaceae) - Godronia fuckeliana J.W.Groves, 1965 (Helotiaceae) | - Helicosporium fuckelii Fresen.,1863 (Tubeufiaceae) - Helotium fuckelii Massee, 1895 (Helotiaceae) - Hendersonia fuckelii Sacc., 1884 (Didymella anamorfică) - Hyaloscypha fuckelii Nannf., 1932 (Hyaloscyphaceae) - Lahmia fuckelii Rehm, 1890 (Lahmiaceae) - Lambottiella fuckelii Sacc., 1913 (Lophiostomataceae) - Lamproderma fuckelianum Rostaf., 1874 (Stemonitidaceae) - Lasiosphaeria fuckelii Sacc. 1883 (Lasiosphaeriaceae) - Leptosphaeria fuckelii Niessl, 1882 (Leptosphaeria ) - Lophiostoma fuckelii Sacc., 1878 (Lophiostomataceae) - Massaria fuckelii G.H.Otth., 1869 (Massariaceae) - Lepteutypa fuckelii Nitschke ex Franz PetrakPetr., 1923, (Massariaceae) - Micropera fuckelii Sacc., 1878 (Pezizomycotina anamorfică) - Monographos fuckelii L.Holm & K.Holm, 1978 (Dothideaceae) - Nectria fuckelii Sacc., 1878 (Nectriaceae) - Nectriella fuckelii (Nitschke) Fuckel, 1870 (Bionectriaceae) - Nitschkia fuckelii Nitschke, 1870 (Nitschkiaceae) - Nummularia fuckelia Theiss., 1908 (Xylariaceae) - Otidea fuckelii M. Carbone & Van Vooren, 2011 (Pyronemataceae) - Parascutellinia fuckelii Donadini & Svrcek, 1985 (Pyronemataceae) - Peziza fuckelii (Rehm) Sacc., (Pezizaceae) | - Phaeosphaeria fuckelioides Otani, 1976 (Phaeosphaeriaceae) - Phoma fuckelii Sacc., 1880 (o anamorfă de Didymella) - Plectonaemella fuckeliana Höhn., 1915 (o anamorfă de Pezizomycotina) - Pleospora fuckeliana Niessl, (Pleosporaceae) - Plicaria fuckelii Rehm, 1885 (Pezizaceae) - Puccinia fuckelii Körn., 1877 (Pucciniaceae) - Puccinia fuckelii P.Syd. & H.Syd., 1902 (Pucciniaceae) - Pyrenopeziza fuckelii Nannf., 1931, (Dermateaceae) - Sclerotium fuckelii Sacc. & P.Syd., 1884 ((Typhulaceae) - Stagonospora fuckelii (Sacc.) Jørst., 1965 fuckelii (o anamorfă de Phaeosphaeria) - Septosporium fuckelii Thüm. 1877 (o anamorfă de Pezizomycotina) - Sphaerella fuckelii Pass., 1879 Venturia maculiformis, (Venturiaceae) - Sphaeria fuckelii Duby Xylariaceae - Sphaeronaema fuckelianum Sacc., 1884 (o anamorfă de Pezizales ) - Sphaeronaema fuckelii Sacc., 1884 (o anamorfă de Pezizales) - Stuartella fuckelii (Nitschke) ex Lafl. & E. Müll., 1977 (Dothideomycetes) - Torula fuckelii Sacc., 1886 (o anamorfă de Pezizales) - Trichamphora fuckeliana Rostaf., 1873; (Physaraceae) - Valsa fuckelii Nitschke, (Valsaceae) - Xylaria fuckelii Nitschke, 1867 (Xylariaceae) - Rubus fuckelii (plantă) Wirtg. (1859) (Rosaceae) |

## Publicații
Pe lângă descrierea multor ciuperci noi în Jahrbücher (analele) des Nassauischen Vereins für Naturkunde a publicat între altele:
- Angebot getrockneter Pflanzen aus der Schweiz, în: Flora, vol. 27, nr. 6, Regensburg 1844, p. 94-95
- Ueber die Honigabsonderung der Nebenblättchen (Stipulae) bei Vicia sativa L., în: Flora, vol. 29, nr. 27, Regensburg 1846, p. 417-418
- Angebot getrockneter Exemplare von Wahlenbergia hederacea Rb., ‒ Flora 30 (35), Regensburg 1847, p. 574
- Beobachtungen über Wucherung (Prolification) bei einigen Pflanzen ‒ Flora 31(38), 609‒610; Regensburg 1848, p. 609-610
- Nassaus Flora - ein Taschenbuch zum Gebrauche bei botanischen Excursionen in der vaterländische Pflanzenwelt, Phaenogamen, Editura Kreidel & Niedner, Wiesbaden 1856, 384 p, 11 litografii,  1 hartă colorată geognostică
- Nachträge und Berichtigungen zu der Uebersicht nassauischer Phanerogamen und Gefäßkryptogamen (Caietul VII, Abth. 1 und Heft VIII, Abth. 2), Jahrb. Ver. Naturk. Herzogthum Nassau, vol. 11,  Wiesbaden 1856, p. 98‒103
- Uebersicht der Gränz-Flora Nassaus, în: Jahrbücher des Nassauischen Vereins für Naturkunde, vol. 12, Wiesbaden 1857, p. 372‒382
- Doubletten-Verzeichnis, în: Flora, vol. 42(5), Regensburg 1859, p. 80
- Tausch-Verein getrockneter Pflanzen, în: Wochenblatt des Nassauischen Vereins für Land- und Forstwirthe vol. 41(15), Wiesbaden, 9 aprilie 1859, p. 73 ‒74,
- Enumeratio fungorum Nassoviae, în: Jahrbücher des Nassauischen Vereins für Naturkunde, vol. 15, Wiesbaden 1860, p. 1-123
- Die Kartoffelkrankheit, în: Wochenblatt des Nassauischen Vereins für Land- und Forstwirthe vol. 42(36), Wiesbaden, 8 septembrie 1860, p. 178 ‒179
- Mykologisches, in: Botanische Zeitung, vol. 19 (35),Leipzig 1861, p. 249-252,  o placă
- Pilzsammlung-Verkauf, în: Flora, vol. 44(35), Regensburg 1861, p. 559-660
- Pilzsammlung-Verkauf în: Botanische Zeitschrift, vol. 19 (40), Leipzig, 1861, p. 296
- Fungi rhenani exsiccati (1862-1874)
  - Fungi rhenani exsiccati a Leopoldo Fuckel collecti, în: Botanische Zeitschrift, vol.. 20 (49), 429; Leipzig 1862, p. 429
  - Fungi rhenani exsiccati a Leopoldo Fuckel collecti, Index fasc. I-XV et supplementi fasc. I., Hostrichiae ad rhenum nassoviorum, Oestrich 1862, p. 1-16
  - Fungi rhenani exsiccati a Leopoldo Fuckel collecti. Index alphabeticus, Supplementi fasc. II, III & IV, Hostrichiae ad rhenum nassoviorum, Oestrich 1866, p. 1-3
  - Fungi rhenani exsiccati a Leopoldo Fuckel collecti, Index alphabeticus, Hostrichiae ad rhenum nassoviorum, Supplementi fasc. V. & VI, Oestrich 1867, p. 1-2
  - Fungi rhenani exsiccati a Leopoldo Fuckel collecti, Index alphabeticus, Hostrichiae ad rhenum nassoviorum, Supplementi fasc. VII. Tot. ser. fasc. XXII, Oestrich 1868, p. 1-2
  - Fungi rhenani exs. Ed. II, nach Symb. myc. geordnet, 100 Arten auf 1 Fascikel, ca. 20 Fascikel à 4 Thlr., în: Botanische Zeitschrift, vol  29 (31), p. 524, Leipzig 1871
- Ueber Dothidea genistalis Fries în: Botanische Zeitschrift, vol. 23(44), Leipzig, 1865, p. 330-331
- Ueber rheinische Ascolobus-Arten, în: Hedwigia, vol. 5, Dresden 1866, p. 1-5, o placă
- Die Ausstellung landwirthschaftlicher Produkte des Rheingau, în: Wochenblatt des Nassauischen Vereins für Land- und Forstwirthe, vol. 49, nr. 47, Wiesbaden 23 noiembrie 1867, p. 229-232,
- Ueber die Vertilgung nützlicher Thiere, în: Wochenblatt des Nassauischen Vereins für Land- und Forstwirthe vol. 50, nr. 2, Wiesbaden ,11 ianuarie 1868, p. 5-7
- Bedeutung der Pilze für die Landwirtschaft în: Wochenblatt des Nassauischen Vereins für Land- und Forstwirthe vol. 50, nr. 6, Wiesbaden, 8 februarie 1868, p. 29-32
- Rückblicke auf die beiden Winzertage in Rüdesheim und Lorch, în: Wochenblatt des Nassauischen Vereins für Land- und Forstwirthe vol. 50, nr. 22, Wiesbaden, 30 mai 1868, p. 113-115
- Noch einmal Xylaria Fuckelii Nke., în: Hedwigia vol. 8, Dresden 1869, p. 37-38
- Ueber Fleischhakia Awd., în: Hedwigia vol., 49; Dresden 1869, p. 49
- Die Fructification von Rhizomorpha Pers.,  în: Botanische Zeitschrift, vol. 28(7), 107‒108; Leipzig, 1870, p. 107-108
- Symbolae mycologicae, Nachträge 3 volume, 1869-1876 [1877]:
  - Symbolae mycologicae - Beiträge zur Kenntnis der Rheinischen Pilze, Editura J. Niedner, Wiesbaden, 1869 și în: Jahrbücher des Nassauischen Vereins für Naturkunde, vol. 23/24, p- 1-459, 6 plăci, Wiesbaden 1870
  - Symbolae mycologicae - Beiträge zur Kenntnis der Rheinischen Pilze, Editura J. Niedner, Wiesbaden, 1869 și Symbolae mycologicae - Beiträge zur Kenntniss der rheinischen Pilze, Erster Nachtrag, în: Jahrbücher des Nassauischen Vereins für Naturkunde, vol.  25/26, Wiesbaden.1871/1872, p. 287-346
  - Symbolae mycologicae - Beiträge zur Kenntniss der rheinischen Pilze Zweiter Nachtrag, în: Jahrbücher des Nassauischen Vereins für Naturkunde, vol. 27/28, Wiesbaden 1873/1874, p. 1-99
  - Symbolae mycologicae - Beiträge zur Kenntniss der rheinischen Pilze, Dritter Nachtrag,  în: Jahrbücher des Nassauischen Vereins für Naturkunde, vol. 29/30, Wiesbaden 1876/1877, p. 1‒39
- Ein mycologischer Beobachtungsgarten, în: Jahrbücher des Nassauischen Vereins für Naturkunde vol. 25/26, Wiesbaden 1871-1872, p. 420-423
- Ueber die Bedeutung der Pilze im Leben der Natur, în: Zeitschrift des Nassauischen Vereins für Land- und Forstwirthe vol. 54, nr. 31,  Wiesbaden, 1 noiembrie 1872, p. 154-156
- Endophytische Pilze, în: Die zweite deutsche Nordpolarfahrt in den Jahren 1869 und 1870 unter Führung des Kapitän Karl Koldewey, herausgegeben von dem (editată de) Verein für die deutsche Nordpolarfahrt in Bremen, vol. 2, Wissenschaftliche Ergebnisse, cu 31 de table și 3 hărți litografice precum gravuri de cupru, Editura F. A. Brockhaus, Leipzig 1873
- Fungi, în: M. Th. v.Heuglin (ed.), Reisen nach dem Nordpolarmeer in den Jahren 1870 und 1871, partea a 3-a: Beiträge zur Fauna, Flora, Editura Georg Westermann, Braunschweig 1874, p. 317-323, o placă
- Ueber die Pilzverhältnisse der Alpen, în: Botanische Zeitschrift, vol. 32, nr. 45, Leipzig 1874, p. 721-727